# Marie de Ligne
Ne doit pas être confondu avec Marie de Ligne Barbançon.
Marie IV de Ligne est une religieuse cistercienne du XVe siècle qui fut la 23e abbesse de l'abbaye de la Cambre.

## Héraldique
De la noble et ancienne Maison de Ligne: d'or à la bande de gueules
Devise : Quotiescumque cadunt, stat semper linea recta